# William Frederick Horry
William Frederick Horry, auch Fred Horry (* 17. Dezember 1843 in Boston (Lincolnshire); † 1. April 1872 in Lincoln), war der erste durch William Marwood, den späteren Henker von London, exekutierte Mörder und der erste, der mit der Methode des langen Falls gehängt wurde. Horry wurde im Alter von 28 Jahren für den Mord an seiner Frau Jane Horry am 1. April 1872 in Lincoln Castle in Lincoln, England gehängt.

## Vorgeschichte
Fred Horry wurde als Sohn des Brauers William Horry und Elizabeth Bland in Boston geboren. Er hatte zwei jüngere Geschwister, Thomas und Hannah. Nach der Schule absolvierte er eine Lehre in der Parker-Brauerei in Burslem. Er wohnte im George Hotel in der Nile Street, wo er seine spätere Frau Jane kennenlernte, die dort arbeitete. Nach der Heirat Anfang 1867 übernahm das Paar mit einer Unterstützung von £800 durch Freds Vater das George Hotel in Burslem, Staffordshire. Anfang des Jahres 1871 hatten die Eheleute sich einander entfremdet aufgrund von Horrys Alkoholismus und seiner Anschuldigungen über Janes angebliche Untreue. Horry wohnte weiterhin im Hotel, während Jane im März mit den drei Kindern zu Horrys Vater nach Boston zog. Horry hatte versucht, seine Familie zu besuchen, aber aufgrund seines ausfallenden Verhaltens wurde er von weiteren Besuchen ausgeschlossen. Nicht in der Lage, das Geschäft auf eigene Faust zu halten, verkaufte er das Hotel und zog nach Nottingham. 1872 bat Horry seine Frau erfolglos ein letztes Mal, mit den Kindern zu ihm zurückzukehren. Daraufhin reiste er am Samstag, dem 13. Januar 1872, nach Nottingham, erwarb einen Revolver samt Munition und kehrte am Folgetag nach Boston zurück, um seine Frau zu ermorden. Nach zwei vergeblichen Besuchen am Haus seines Vaters traf er Jane am Nachmittag des 14. Januar an und erschoss sie. Danach ließ er sich ohne Widerstand festnehmen. Am 15. Januar fand eine erste Befragung durch den Coroner statt, in der Horry alles gestand.

## Urteil

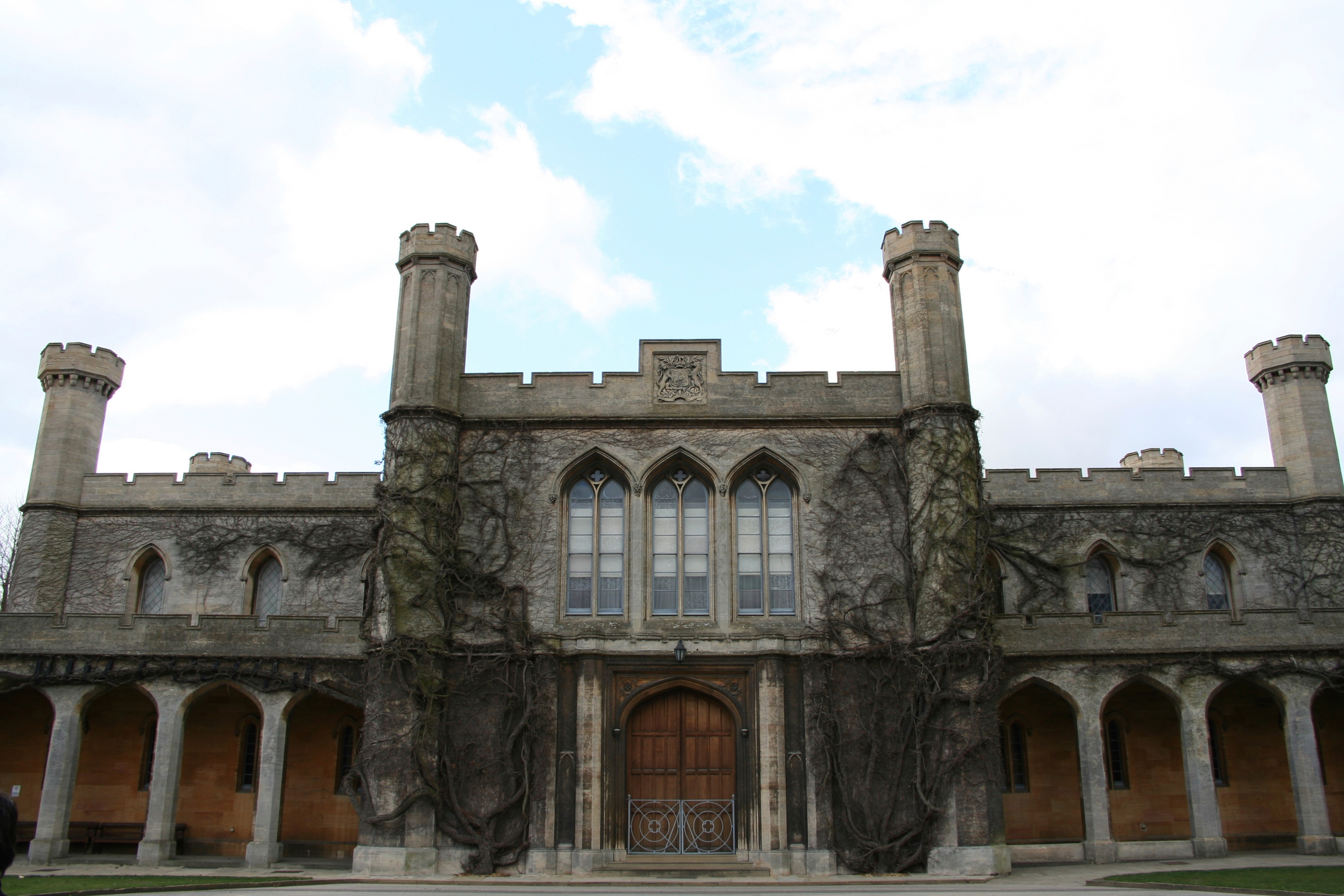
Assize Court, Lincoln Castle

Während der Gerichtsverhandlung vor dem Assize Court auf Lincoln Castle am 13. März 1872 plädierte Horry auf zeitweilige Unzurechnungsfähigkeit aufgrund seines Alkoholismus und unmäßiger Eifersucht, aber die Staatsanwaltschaft argumentierte erfolgreich, dass das Verbrechen vorsätzlich geplant und durchgeführt worden sei. Er wurde zum Tod durch Erhängen am Ostermontag, dem 1. April, verurteilt und bis zur Hinrichtung in einer Zelle in Lincoln Castle festgesetzt.
Der Mord und die bevorstehende Hinrichtung fanden nicht nur lokal großes Interesse, auch überregionale Zeitungen wie The Times berichteten über die Gerichtsverhandlung. Zu den Exekutionen wurden oft Flugschriften mit blutigen Details der Verbrechen, die dem Verurteilten vorgeworfen wurden, an die Bevölkerung verkauft, die sich als Zuschauer eingefunden hatte. Zu Horrys Verurteilung informierte das Flugblatt über eine „traurige und schreckliche Tragödie in Boston, im County Lincoln, die sich im Januar ereignete. Ein junger Mann, William Frederick Horry, mit eifersüchtigen Gefühlen in der Brust, ermordete grausam seine liebe Frau. Am Montag ging er zum Haus seines Vaters, und um drei Uhr nachmittags erschoss er mit einem Revolver seine Frau, als sie in das Esszimmer kam.“
You feeling Christians pay attention,

And for one moment list to me.

While unto you I’m going to mention,

A sad and dreadful tragedy,

At Boston, in the county of Lincoln,

As no doubt you must have heard,

Of the sad case I now mention,

Which in January has occurred.

O list to the Boston crime with sorrow,

And your pity I now crave,
For the sake of poor Jane Horry,

Who now lies in her lonely grave.

A young man, William Frederick Horry,

With jealous feeling in his breast,

His darling wife he cruelly murdered,

O let us hope she is now at rest.

He went to his father’s house on Mondy

And at three o’clock in the afternoon,

With a revolver he shot his wife dead,

As she was entering the dining room.

## Hinrichtung

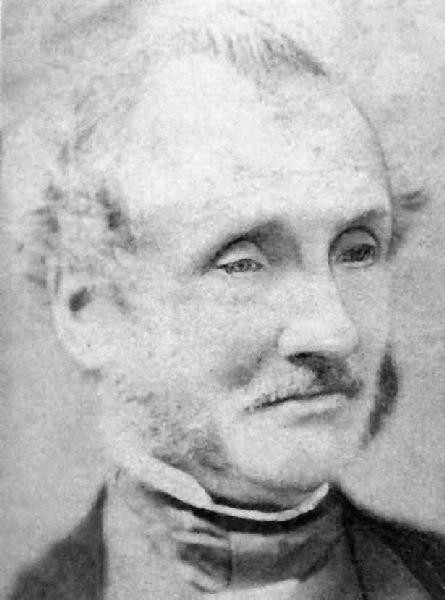
William Marwood, vor 1883

William Marwood, ein Schuster aus Horncastle, hatte nie zuvor jemanden gehängt noch bei einer Hinrichtung assistiert, überzeugte aber die Behörden in Lincoln, eine von ihm entwickelte neue Methode des Hängens durch den langen Fall anwenden zu dürfen. Der Gouverneur und der Sheriff waren befugt, einen Henker selbst auszuwählen, da zu dieser Zeit noch keine Prison Commission existierte, die amtlich bestellte Henker berief. Marwood versprach sich von seiner Methode eine humanere Tötung gegenüber dem seit Jahrhunderten praktizierten Standardfall, da die Seillänge anhand von Körpergröße und Gewicht so bemessen wurde, dass der Delinquent schnell an Genickbruch statt durch Ersticken starb. Der neue Galgen mit Falltür wurde im Schlosshof hinter dem Assize Court errichtet. Die Ausführung verlief ohne Komplikationen und Marwood hängte in der Folgezeit 176 weitere Personen nach dieser Methode, nachdem er 1874 zum Henker von London und Middlesex berufen worden war.

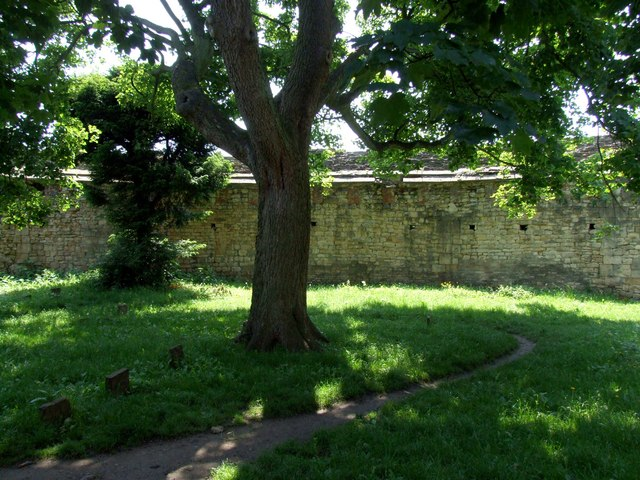
Gräber verurteilter Krimineller im Lucy Tower von Lincoln Castle

Horry wurde in einem einfachen Grab im Lucy Tower von Lincoln Castle begraben, neben vielen Gräbern anderer Krimineller. Der Grabstein, der nur die Initialen des Verurteilten und das Todesdatum trägt, ist gut erhalten.
Horrys Freunde stifteten in Burslem, Staffordshire, ein Grabmal für ihn und seine Frau Jane, das zumindest bezüglich des Ehemannes ein Kenotaph ist, da er nicht dort begraben liegt. Der gut erhaltene Obelisk aus Granit trägt im Mittelteil die Namen und Daten der Eheleute, dazu einen Sinnspruch, und am Sockel folgende Inschrift: This monolith was erected in affectionate remembrance of the above named W. F. Horry by his Staffordshire friends. (Dieser Monolith wurde in liebevoller Erinnerung an den oben genannten W. F. Horry errichtet von seinen Freunden aus Staffordshire).